# William J. Forsyth

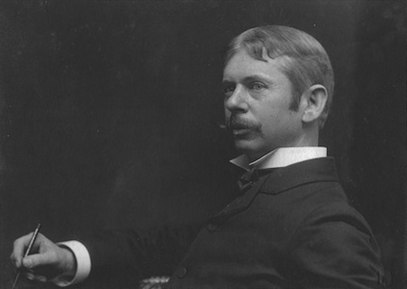
William J. Forsyth als junger Mann (1898)

William J. Forsyth (* 15. Oktober 1854 in California, Ohio; † 29. März 1935 in Indianapolis, Indiana) war ein US-amerikanischer Maler des amerikanischen Impressionismus und Mitglied der sogenannten Hoosier Group.

## Leben
William Forsyth wurde am 15. Oktober 1854 in California, einem heutigen Ortsteil von Cincinnati, geboren und zog im Alter von zehn Jahren mit seiner Familie nach Indiana. Schon früh zeigte er ein Interesse am Zeichnen und begann, Figuren und Szenen zu skizzieren. Erst im Herbst 1877 erhielt Forsyth erstmals formalen Kunstunterricht an der neu gegründeten Indiana School of Art in Indianapolis, wo er zu den ersten eingeschriebenen Studenten gehörte. Die Schule bestand nur zwei Jahre, legte jedoch den Grundstein für seine weitere künstlerische Laufbahn. In den folgenden Jahren arbeitete Forsyth weiter in Indianapolis, häufig im Austausch mit ehemaligen Kommilitonen. 1881 eröffnete sich ihm die Möglichkeit eines Kunststudiums in Europa. Er entschied sich für die Königliche Akademie der Bildenden Künste in München, wo er Anfang 1882 eintraf und im Frühjahr desselben Jahres als Student aufgenommen wurde. Dort erhielt er mehrere Auszeichnungen, darunter ehrenvolle Erwähnungen und eine Bronzemedaille bei der Ausstellung studentischer Arbeiten im Jahr 1885. Nach Abschluss seines Studiums 1886 blieb Forsyth bis 1888 in München, um sich intensiv der Landschaftsmalerei zu widmen.

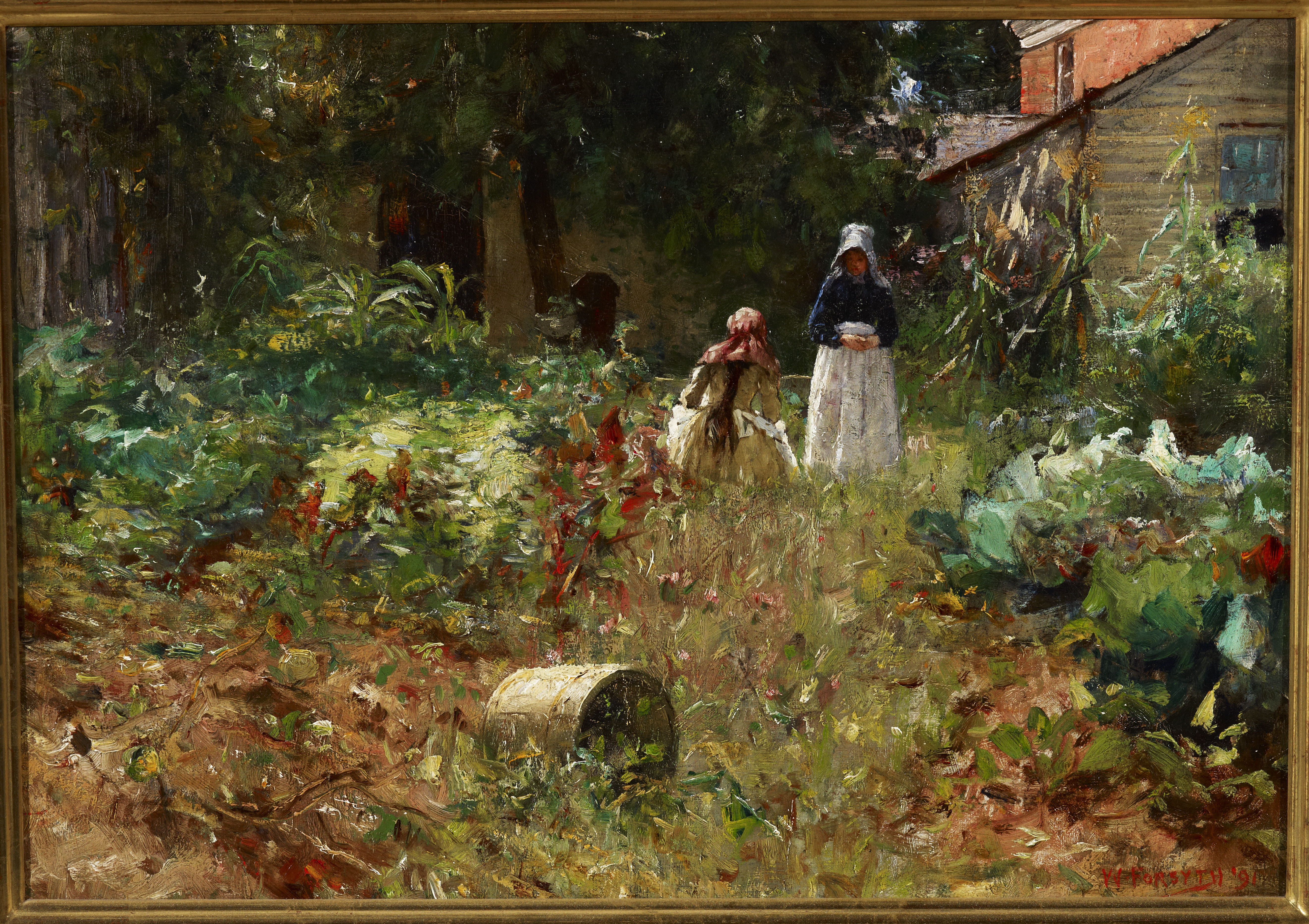
William J. Forsyth: In the Garden (1891). Indianapolis Museum of Art

Im Herbst 1888 kehrte er in die Vereinigten Staaten zurück und eröffnete gemeinsam mit dem Maler James Ottis Adams Kunstschulen in Fort Wayne und später in Muncie, Indiana. 1891 zog Forsyth nach Indianapolis und unterrichtete an der von T. C. Steele gegründeten neuen Indiana School of Art bis zum Abriss des Schulgebäudes im Jahr 1897. Ein bedeutender Karriereschritt erfolgte im November 1894, als Forsyth gemeinsam mit vier anderen Künstlern aus Indiana zwölf Ölgemälde in einer Wanderausstellung präsentierte, die auch in Chicago gezeigt wurde. Die positive Rezeption durch die Kritik führte zur Etablierung der Künstlergruppe Hoosier Group. Im Anschluss daran war Forsyth Mitbegründer der Society of Western Artists, deren Mitglied er bis zur Auflösung der Gesellschaft im Jahr 1914 blieb.

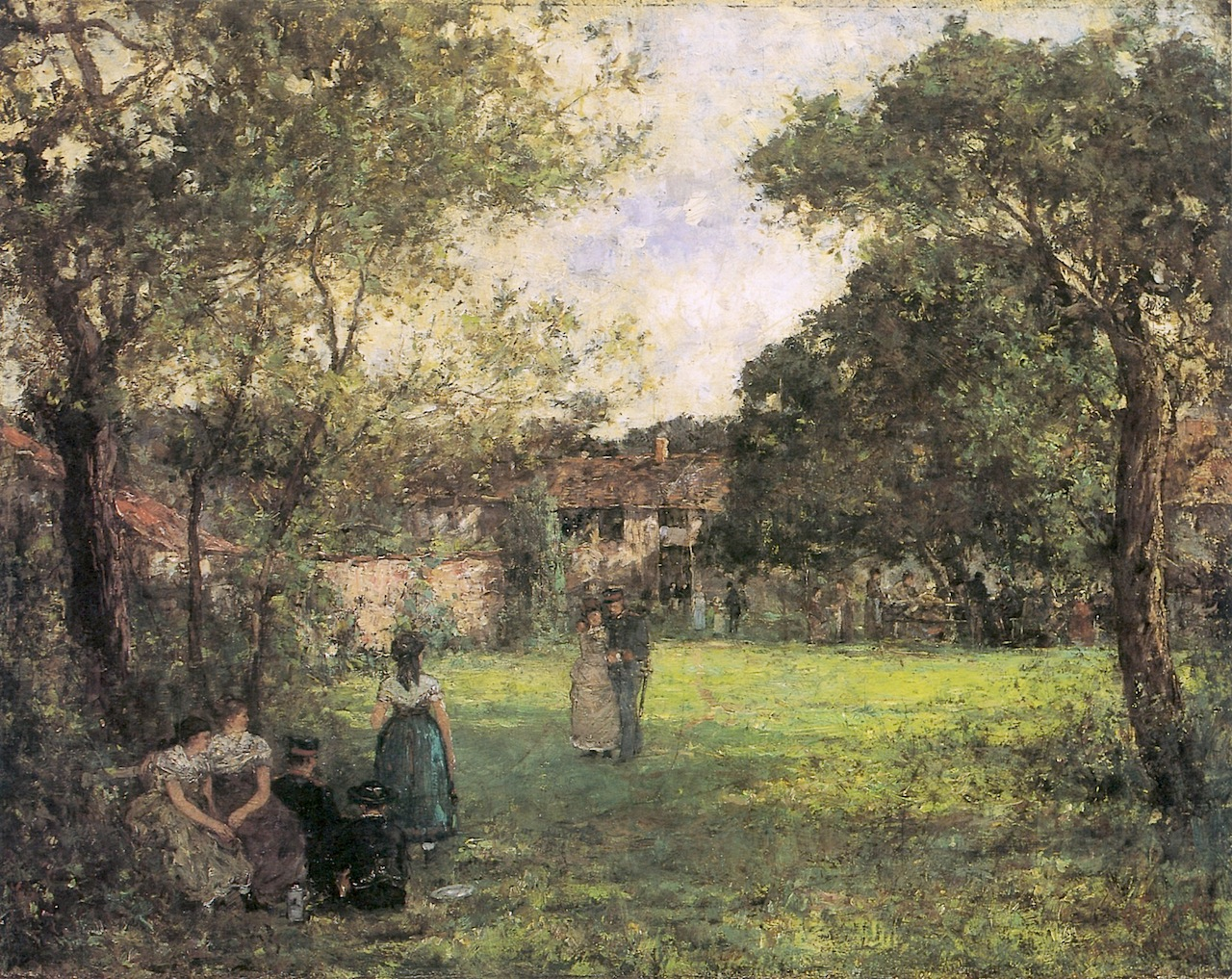
William J. Forsyth: Bavarian Beer Garden (1887)

1897 heiratete Forsyth während einer Malreise entlang des Ohio River seine Schülerin Alice Atkinson. Das Paar ließ sich in Indianapolis nieder, wo Forsyth weiterhin unterrichtete und Landschaftsbilder malte. 1906 zog die Familie nach Irvington bei Indianapolis, wo Forsyth ideale Bedingungen für seine Freiluftmalerei fand. Im selben Jahr trat er eine Lehrtätigkeit am John Herron Art Institute an, wo er fast drei Jahrzehnte lang als Hauptdozent für Zeichnung und Malerei tätig war. Neben dem Unterricht hielt er regelmäßig öffentliche Galerievorträge und leitete ab 1924 Sommerkurse in Winona Lake. Im Zuge wirtschaftlicher Kürzungen während der Großen Depression wurde Forsyth 1933 von der Institution entlassen. William Forsyth setzte seine künstlerische Tätigkeit bis zu seinem Tod fort. Er starb am 29. März 1935 an Nierenversagen und wurde auf dem Crown Hill Cemetery in Indianapolis beigesetzt; sein Grab ist mit einem rosafarbenen Granitmonument samt Bronze-Relief geschmückt 

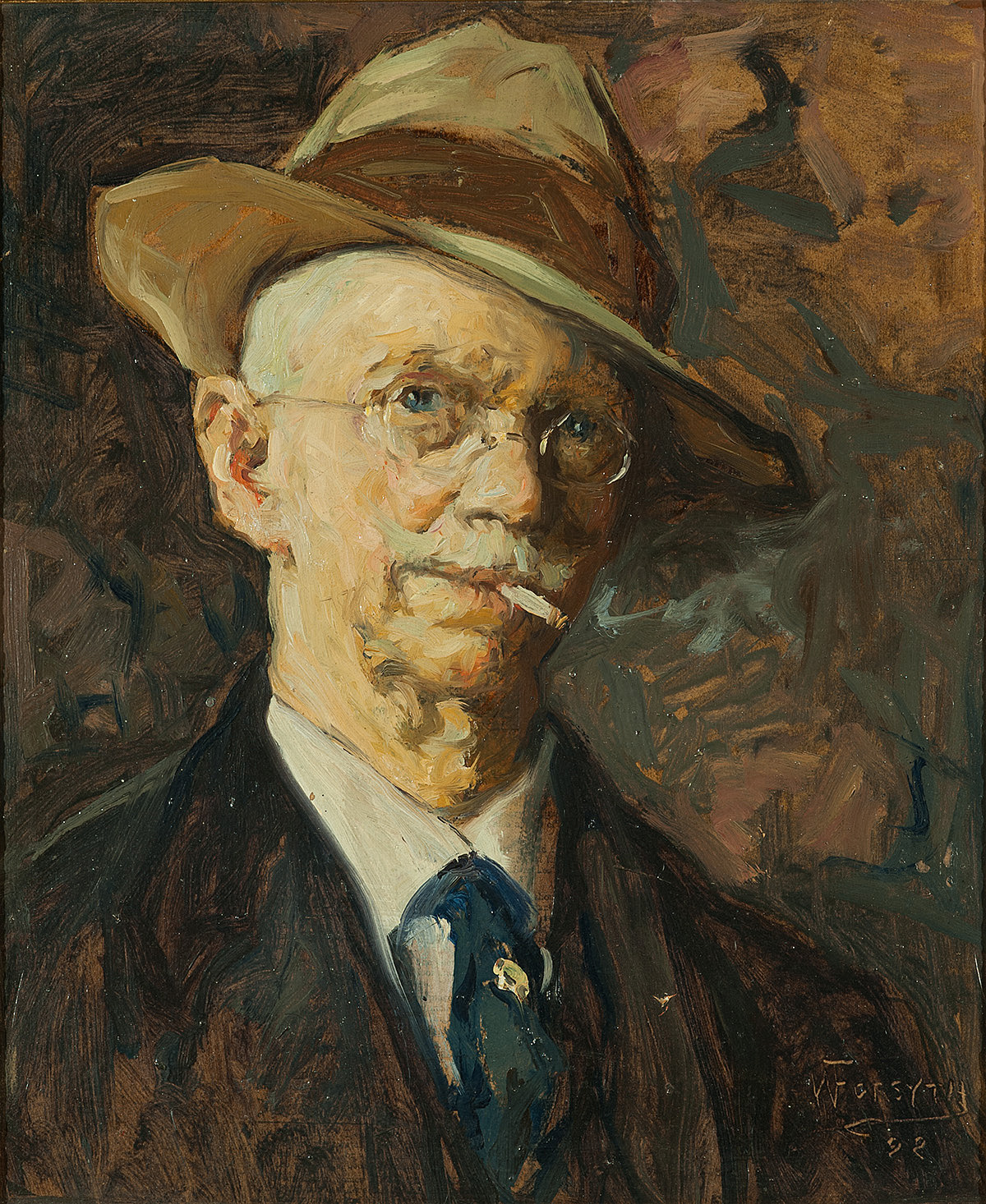
William J. Forsyth: Selbstporträt (1923)

William Forsyth zählt zu den fünf Mitgliedern der Hoosier Group – einer Künstlervereinigung aus Indiana, die in Spätimpressionismus ansiedelbar ist. Gemeinsam mit Steele, Adams, Otto Stark und Richard Gruelle setzte er sich dafür ein, die Landschaft Indianas in der Kunst zu etablieren. Prägend für Forsyth war sein Studium an der Münchner Akademie, das er mit realistischem Kolorit und freier Pinselführung in Landschaften, Stillleben, Porträts und Wandgemälden umsetzte. Seine Werke finden sich heute in privaten Sammlungen und Museen wie dem Haan Mansion Museum, dem Indiana State Museum und dem Indianapolis Museum of Art  Außerdem gehörte er der Irvington Group an, ein Künstlerzirkel in seinem Wohnviertel Irvington, und unterstützte lokale Ausstellungen.